# Paracrassosphaera
Paracrassosphaera, fosilni rod zelenih algi u porodici Pyramimonadaceae, dio reda Pyramimonadales. Na popisu su dvije vrste

## Vrste
1. Paracrassosphaera actinomorpha Trestshetenkova
2. Paracrassosphaera dedalea Rudavskaja